# Vahliella hookerioides
Vahliella hookerioides är en lavart som först beskrevs av P. M. Jørg., och fick sitt nu gällande namn av P. M. Jørg. Enligt Catalogue of Life ingår Vahliella hookerioides i släktet Vahliella,  och familjen Vahliellaceae, men enligt Dyntaxa är tillhörigheten istället släktet Vahliella,  och ordningen Peltigerales. Arten är reproducerande i Sverige. Inga underarter finns listade i Catalogue of Life.